# Andinobates tolimensis
Espèce
Synonymes
- Ranitomeya tolimense Bernal, Luna-Mora, Gallego & Quevedo, 2007
- Ranitomeya tolimensis Bernal, Luna-Mora, Gallego & Quevedo, 2007

Statut de conservation UICN

 VU D2 : Vulnérable
Statut CITES
Andinobates tolimensis est une espèce d'amphibiens de la famille des Dendrobatidae.

## Répartition
Cette espèce est endémique du département de Tolima en Colombie. Elle se rencontre à Falan vers 1 852 m d'altitude sur le versant Est de la cordillère Orientale.

## Description

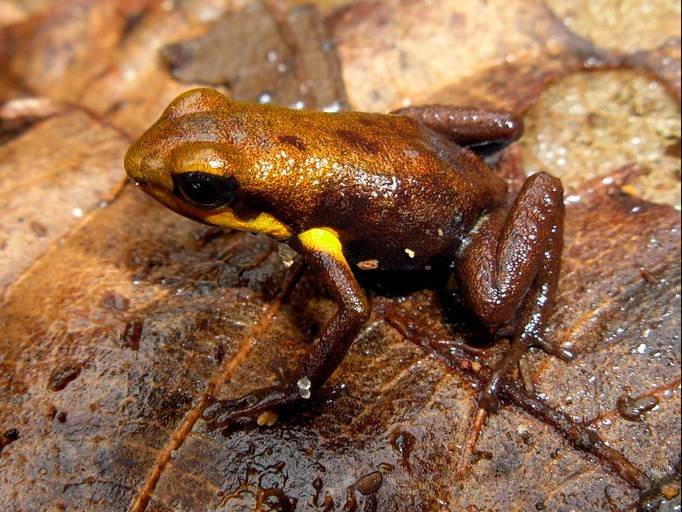
Ranitomeya tolimensis

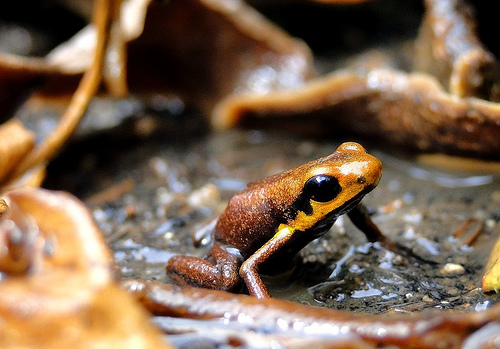
Ranitomeya tolimensis

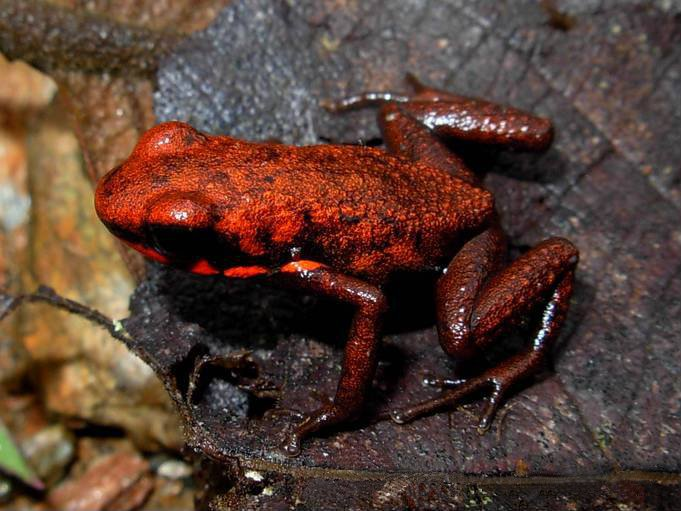
Ranitomeya tolimensis

Les mâles mesurent jusqu'à 17,39 mm et les femelles jusqu'à 18,91 mm.

## Étymologie
Son nom d'espèce, composé de tolim[a] et du suffixe latin -ensis, « qui vit dans, qui habite », lui a été donné en référence au lieu de sa découverte, le département de Tolima.

## Publication originale
- Bernal-Bautista, Luna-Mora, Gallego & Quevedo-Gil, 2007 : A new species of poison frog (Amphibia: Dendrobatidae) from the Andean mountains of Tolima, Colombia. Zootaxa, no 1638, p. 59–68 (texte intégral).